# Loop Ash Records
Loop Ash (ループアッシュ Rūpu Asshu?) es una compañía discográfica independiente japonesa para bandas pertenecientes al movimiento Visual kei, especialmente Oshare. Está encabezada por Michiru, quien ha sido bajista de varias bandas como L'yse:nore, Aioria, S to M y Mask. Es más conocida por ser el sello discográfico de la banda Antic cafe.

## Bandas bajo al sello
- Antic Cafe
- -OZ-
- Mello
- V(NEU) (ex-Heart)
- Lolita23q (Shoujo Lolita23q)
- MoNoLith
- Zip.er
- ALiBi
- -KyOuki-

### Subsellos dentro de Loop Ash
- Red café